# Coccophagus cryptus
Coccophagus cryptus är en stekelart som beskrevs av Annecke och Insley 1974. Coccophagus cryptus ingår i släktet Coccophagus och familjen växtlussteklar. Inga underarter finns listade i Catalogue of Life.